# Старобердянський
«Старобердя́нський» — ландшафтний заказник загальнодержавного значення в Україні. Розташований у межах Запорізької області, за 18 км на північний схід від міста Мелітополя, між селами Новопилипівка і Вознесенка, на правому березі річки Молочної.
Сучасна площа природоохоронної території — 1132 га (зі змінами, згідно з рішенням Запорізької облради від 25.07.1989 р. № 205). Статус надано згідно з Постановою Ради Міністрів Української РСР № 500 від 28 жовтня 1974 року.
Заказник належить до переліку природно-заповідних територій, особливо важливих для збереження біорізноманіття Запорізької області.

## Історія
Зразком перших штучних лісових насаджень у степу було лісництво, закладене 1846 року І. Корніусом (1859 року створене степове лісництво «Бердянське»). 1879 року лісорозведення продовжив Павло Сивицький, який за колекцію дерев у цьому лісництві одержав бронзову медаль Всесвітньої Паризької виставки. Разом із ним працював Георгій Висоцький — відомий ґрунтознавець, який вивчив вплив гідрокліматичних і ґрунтових умов на розвиток рослин лісу, а також вплив лісу на природне середовище, на водний баланс ґрунтів
На території заказника існує колекція черещатих дубів (№ 1, № 2, № 3, № 4, № 5, № 6, № 7, № 8, № 9, № 10, № 11) без окремого охоронного статусу.

## Флора і фауна
Основні деревні породи — дуб звичайний та ясен. У домішці зростають сосна звичайна, сосна кримська, акація біла, в'яз граболистий. Є тут багато екзотів — черемшина вірджинська, софора японська, бундук, маклюра жовтогаряча, троянда індійська, бархат амурський, форзиція, айлант, акація плакуча, гледичія без шпичок, а також 14 різновидів верби.
З тварин тут мешкають лосі, сарни, вивірки, куниці, борсуки, свині, зайці, лисиці. З птахів — сова вухата, зяблик, вівчарик-ковалик, синиця велика, дрізд чорний та інші. Взимку прилітають омелюхи, снігурі, королик жовтоголовий. Чимало птахів, які раніше зустрічалися в заказнику, нині не трапляються: кібчик, балабан, канюк звичайний, орел степовий, лунь степовий.
У заказнику зростають 5 видів раритетних рослин, занесених до Червоної книги України, зустрічається 12 видів тварин, занесених до Червоної книги України і 5 видів, занесених до Європейського Червоного списку.

## Галерея

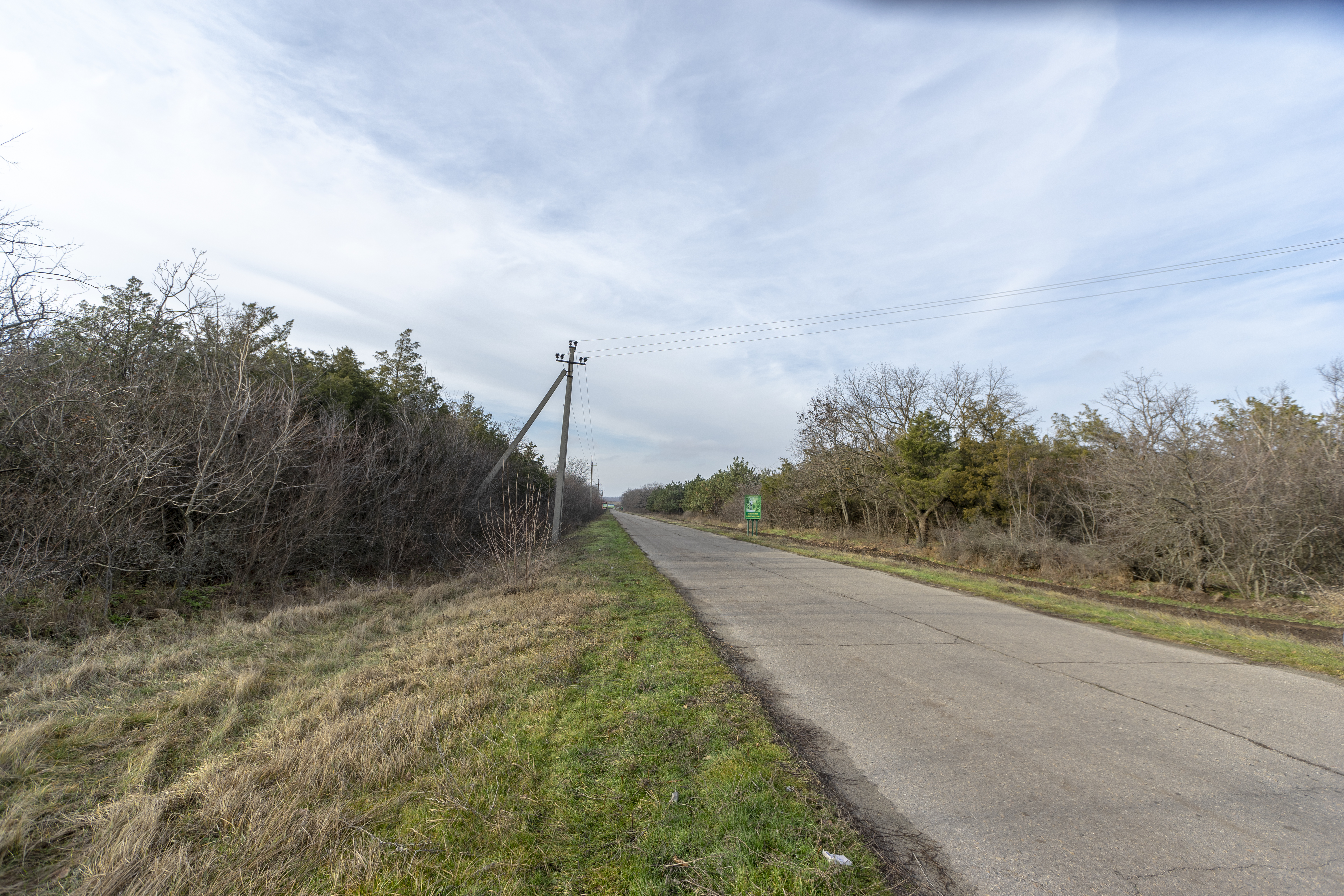
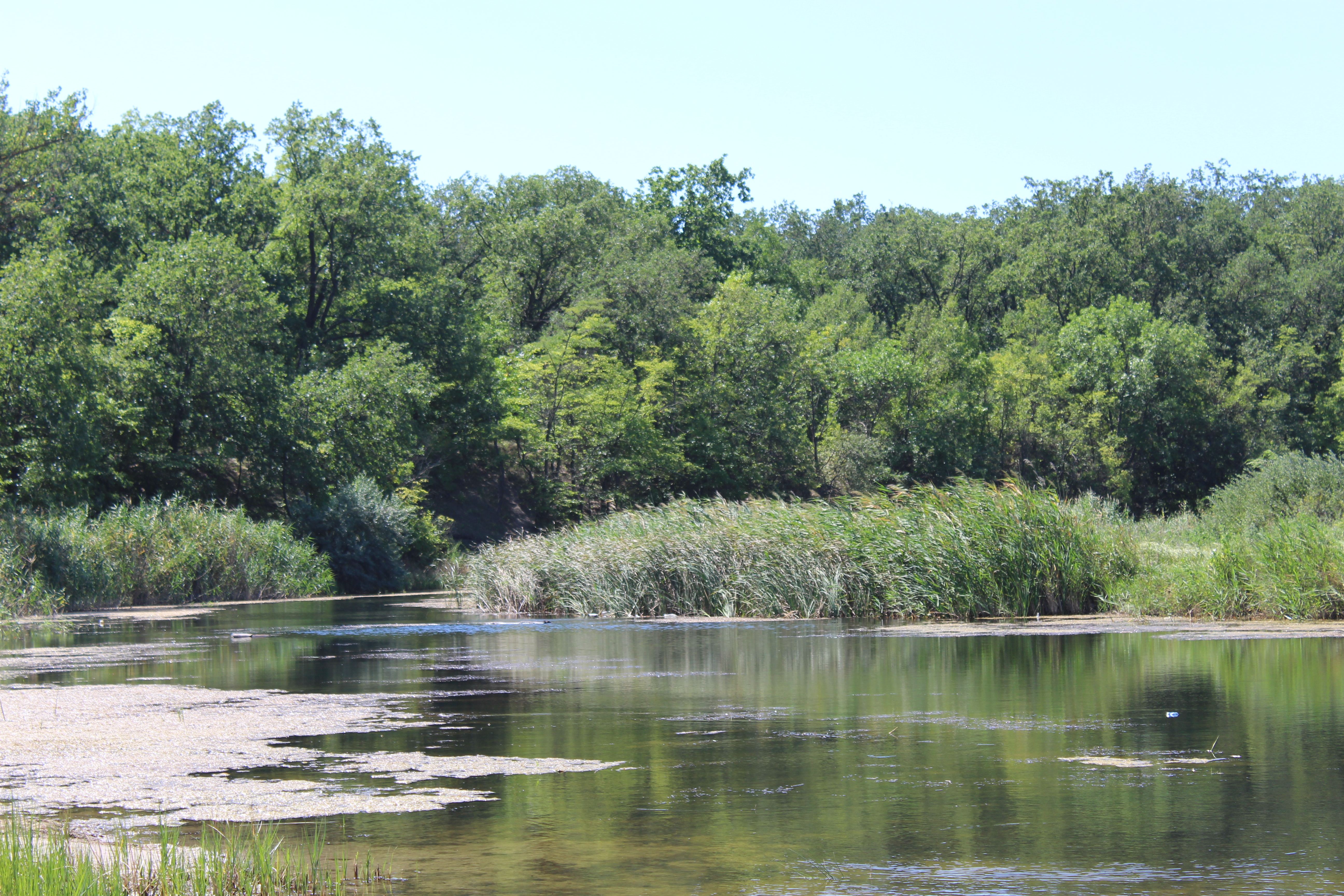
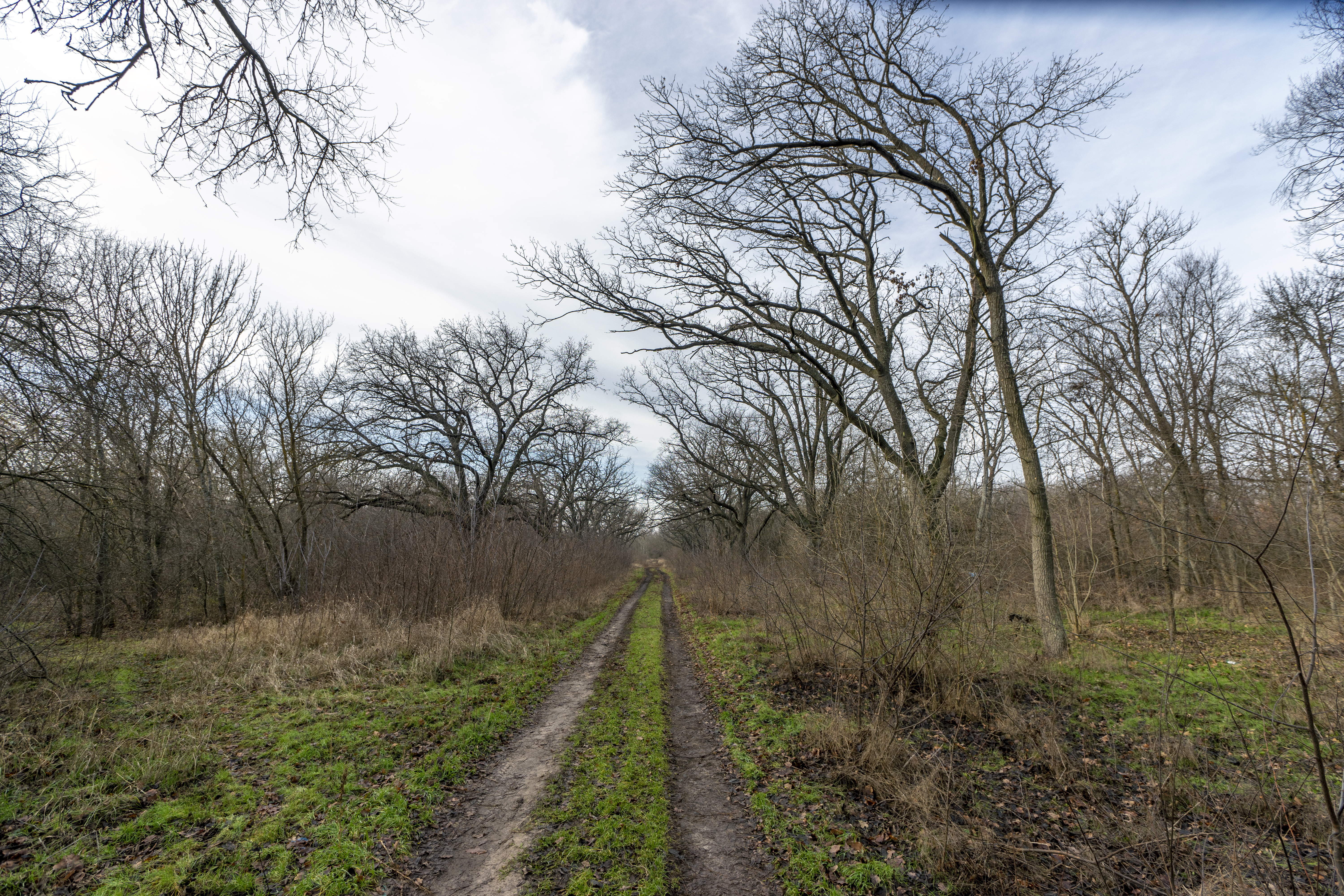
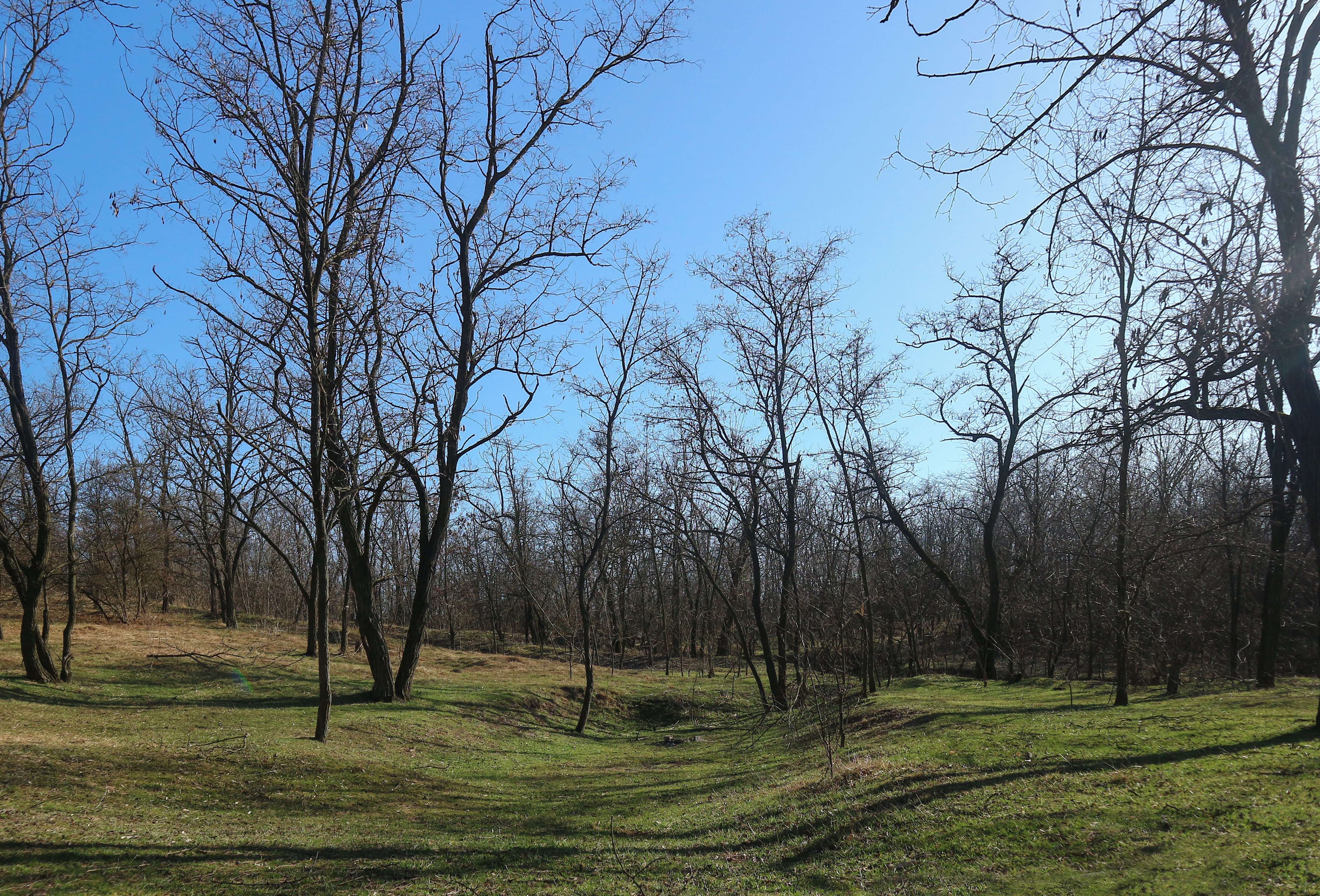
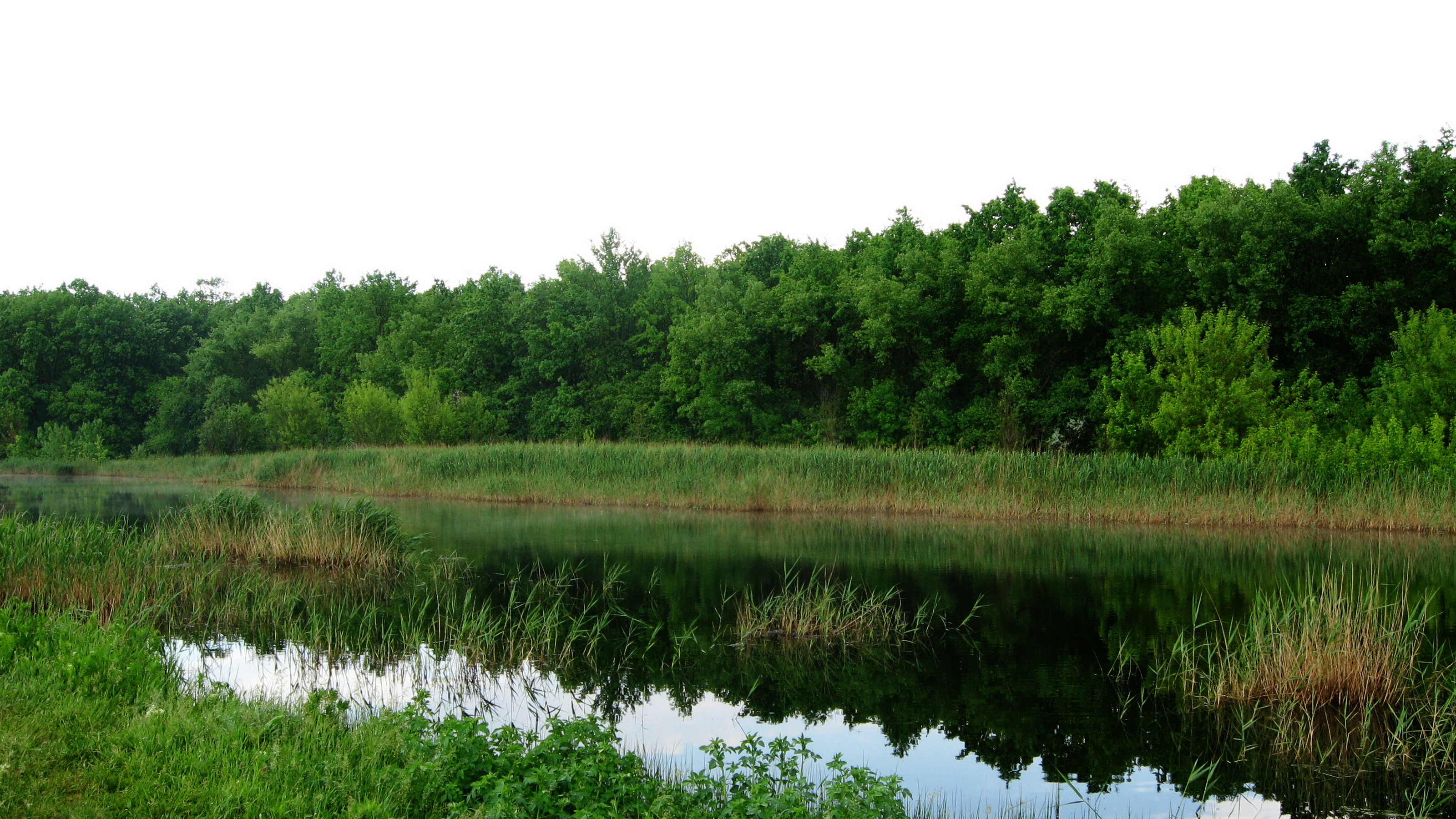